# Ministerstwo Bezpieczeństwa Państwowego ZSRR
Ministerstwo Bezpieczeństwa Państwowego ZSRR (ros. Министерство государственной безопасности (МГБ) – Ministierstwo gosudarstwiennoj biezopasnosti – MGB) – ministerstwo Związku Socjalistycznych Republik Radzieckich działające w latach 1946–1953.

## Utworzenie MGB
14 kwietnia 1943 roku decyzją Biura Politycznego WKP(b) nr P 40/91, i Prezydium Rady Najwyższej ZSRR został po raz drugi powołany Ludowy Komisariat Bezpieczeństwa Państwowego ZSRR (NKGB). Powstał on na bazie podstawowych zarządów wyprowadzonych z Ludowego Komisariatu Spraw Wewnętrznych (NKWD). Nowy komisariat przejął I, II, III i IV Zarząd oraz Zarządy Ekonomiczny i Transportu, Wydziały Specjalne 1, 2, 3 oraz 5 Wydział Specjalny. Także Wydział 1 (ochrony rządu i partii) został przesunięty do NKGB jako jego 6 Zarząd.
W marcu 1946 wszystkie komisariaty ludowe zostały przemianowane na ministerstwa. NKGB otrzymał nazwę Ministerstwo Bezpieczeństwa Państwowego (MGB). Rozkazem nr 00107 z 22 marca 1946 podobnie zostały przemianowane terytorialne organy bezpieczeństwa – zarządy LKBP przemianowano na zarządy MGB.
Na czele MGB stanął minister bezpieczeństwa państwowego gen. Wsiewołod Mierkułow.

## Zadania MGB
Zadania ministerstwa nie różniły się zasadniczo od jego poprzednika. Nowe ministerstwo było odpowiedzialne za:
- wywiad zagraniczny, legalny przy ambasadach i konsulatach oraz nielegalny przy np. misjach handlowych;
- kontrwywiad krajowy;
- zwalczanie elementów nacjonalistycznych;
- kontrwywiad wojskowy, działający podczas wojny pod nazwą Smiersz;
- organizację terroru i dywersji na tyłach przeciwnika:
- policję polityczną w oparciu o struktury byłego Zarządu Tajno-Politycznego;
- bezpieczeństwo i kontrwywiad w transporcie;
- bezpieczeństwo i kontrwywiadowcze zabezpieczenie administracji, gospodarki i przemysłu;
- ochronę władz państwowych, w tym odrębny zarząd dla ochrony Józefa Stalina;
- zapewnienie bezpiecznej łączności dla głównych instytucji państwowych oraz ochronę urządzeń komunikacyjnych;
- od 1947 wojska wewnętrzne;
- od 1949 ochronę granic państwowych;
- od 1949 milicję, straż sądową i inne formacje uzbrojone;
- administrację więzienną;
- mobilizację społeczeństwa w razie groźby konfliktu.

## Organizacja MGB i obsada stanowisk kierowniczych
Struktura organizacyjna ministerstwa oraz obsada personalna stanowisk kierowniczych:
- Kierownictwo MGB ZSRR
  - Minister Bezpieczeństwa Państwowego:
- gen. Wsiewołod Mierkułow: 15 marca 1946 – 4 maja 1946;
- gen. Wiktor Abakumow: 4 maja 1946 – 4 lipca 1951;
- gen. Siergiej Ogolcow: (p.o) 4 lipca 1951 – 9 sierpnia 1951;
- gen. Siemion Ignatjew: 9 sierpnia 1951 – 14 marca 1953.
  - I zastępca Ministra Bezpieczeństwa Państwowego:
- Bogdan Kobułow: 14 kwietnia 1943 – 4 grudnia 1945;
- gen. Siergiej Ogolcow: 4 grudnia 1945 – 7 maja 1946; 26 sierpnia 1951 – 13 lutego 1952 i 20 listopada 1952 – 11 marca 1953;
- gen. Siergiej Goglidze: 26 sierpnia 1951 – 10 listopada 1951 oraz 20 listopada 1952 – 11 marca 1953.
  - zastępca Ministra Bezpieczeństwa Państwowego:
- gen. Michaił Swiniełupow: 14 marca 1946 – grudzień 1950;
- gen. Anatolij Esaułow: 14 marca 1946 – 28 marca 1947;
- gen. Siergiej Ogolcow: 17 maja 1946 – 26 sierpnia 1951;
- gen. Nikołaj Seliwanowski: 7 maja 1946 – 26 sierpnia 1951;
- gen. Piotr Fiodotow: 6 września 1946 – maj 1947;
- gen. Arkadij Apołłonow: 31 grudnia 1950 – 26 sierpnia 1951;
- gen. Nikołaj Korolow: 31 grudnia 1950 – 26 sierpnia 1951;
- gen. Nikołaj Stachanow: 26 sierpnia 1951 – 11 marca 1953;
- gen. Piotr Mironienko: 26 sierpnia 1951 – 11 marca 1953;
- gen. Piotr Kondakow: 26 sierpnia 1951 – 29 marca 1952;
- gen. Wasilij Riasnoj: 14 lutego 1952 – 12 marca 1953;
- gen. Andriej Nikiforow: 3 lipca 1952 – 12 marca 1953;
- gen. Boris Obrucznikow: 5 lipca 1952 – 12 marca 1953;
- gen. Siergiej Sawczenko: 2 listopada 1951 – 11 marca 1953;
- płk Iwan Sawczenko: sierpień 1951 – lipiec 1952;
- gen. Jewgienij Pitowranow: 3 stycznia 1951 – 29 października 1951;
- gen. Siergiej Goglidze: 13 lutego 1952 – 20 listopada 1952;
- płk Michaił Riumin: 20 października 1951 – 13 listopada 1952.
- Sekretariat MGB, szefowie:
  - m.in. – płk Wasilij Dobrochotow: luty/marzec 1953.
- Grupa Kontrolna Ministra, szefowie:
  - S.F. Kożewnikow: ? – 16 listopada 1950;
  - gen Piotr Kondakow: 3 stycznia 1951 – marzec 1952.
- Biuro Prawne MGB
- Biuro Specjalne Ministra (utworzone 22 sierpnia 1947): koordynacja działań kontrwywiadowczych, opracowywanie przewodników, podręczników i biuletynów informacyjnych.
- Specjalny Komitet Doradczy Ministra (utworzony 2 listopada 1946): wydawanie pozasądowych wyroków w śledztwach prowadzonych przez MGB.
- Kolegium MGB
- Piony operacyjne MGB
  - Pierwszy Zarząd Główny (wywiad zagraniczny), początkowo składał się m.in. z dwóch Zarządów:
    - Zarząd „1-A” wywiad dyplomatyczny, Wydziały:
      - „6-A” szef m.in. płk Aleksandr Sacharowski;
      - „11-A” wywiad naukowo techniczny, szef Lew Wasilewski;
      - „2-G” kontrwywiad zagraniczny, szef płk Siergiej Fiedosiejew;

    - Zarząd „1-B” wywiad nielegalny, szef płk Aleksandr Korotkow;
      - Wydział Informacyjny oraz kilka Oddziałów wspomagających, szef gen. Paweł Żurawlow (1947).

  - Szefowie I Zarządu/I Zarządu Głównego:
- gen. Paweł Fitin: 15 marca 1946 – 15 czerwca 1946;
- gen. Piotr Kubatkin: 15 czerwca 1946 – 7 września 1946;
- gen. Piotr Fiodotow: 9 września 1946 – 30 maja 1947.

Od końca maja 1947 do 2 listopada 1951 I Zarząd Główny funkcjonował w ramach Komitetu Informacji przy Radzie Ministrów ZSRR – Zobacz Komitet Informacji;
Po likwidacji Komitetu Informacji jednostki wywiadu zagranicznego i I Zarządu MGB zostały połączone i przekształcone ponownie w I Zarząd Główny MGB. W nowej strukturze I Zarządu Głównego znalazł się:
- szef:
  - Siergiej Sawczenko: 3 listopada 1951 – 5 stycznia 1953;
  - gen. Jewgienij Pitowranow: 5 stycznia 1953 – 11 marca 1953;
  - gen. Piotr Fiodotow: 11 marca 1953 – 13 marca 1954.
- zastępcy szefa I Zarządu Głównego:
  - m.in. gen. Piotr Fiodotow: 2 listopada 1951 – 6 lutego 1952.
- Kolegium I ZG
- Sekretariat
- Zarząd Wywiadu Nielegalnego: szef Aleksandr Korotkow 1952 – 1953, oraz w składzie ZWN znajdowały się wydziały geograficzne:
  - anglo-amerykański Witalij Pawłow 1952 – 1953
  - Ameryka Łacińska, Skandynawia i Finlandia
  - Niemcy szef Zoja Woskriesienska-Bybkina
  - Austria i Szwajcaria
  - Francja Beneluks
  - Daleki Wschód (Japonia i Korea)
  - Azja Południowo Wschodnia
  - Bliski i Środkowy Wschód szef Andriej Otroszczenko 1951-53
- Oddziały Funkcjonalne
  - WN-T Wywiad Naukowo-Techniczny: szef płk Leonid Kwasnikow 1951-53
  - kontrwywiad zagraniczny
  - „D” aktywne przedsięwzięcia
  - Informacyjno analityczny
  - szyfrowy i inne
- II Zarząd Główny (kontrwywiad) – składał się z Zarządów numerowanych min.
  - „2-A”
  - „2-B”
  - „2-N”: zwalczanie elementów nacjonalistycznych

szefami II Zarządu Głównego byli:
- gen. Piotr Fiodotow 15 VI 1946 – 9 IX 1946
- gen. Jewgienij Pitowranow 7 IX 1946 – 3 I 1951
- płk Fiodor Szubniakow 3 I 1951 – 1 XI 1951
- gen. Ławrientij Canawa 1 XI 1951 – 12 II 1952
- gen. Wasilij Riasnoj 12 II 1952 – 3 VII 1953
- III Zarząd Główny (kontrwywiad wojskowy utw. w maju 1946 roku po rozwiązaniu Smiersz), szef:
  - gen. Nikołaj Seliwanowski 1946 – 1947
  - gen. Nikołaj Korolow 1947 – 1950
  - gen. Jakow Jedunow 1951 – 1952
  - gen. Siergiej Goglidze 1952 – 11 III 1953
- 4 Zarząd (tzw. Poszukiwawczy) Do marca 1946 roku nosił nazwę Organizacja Terroru i Dywersji na tyłach przeciwnika w czasie wojny. Potem zadania zmieniono na Kierowanie poszukiwaniami obcej agentury pozostawionej w ZSRR przez obce wywiadu po wojnie i innych wrogich elementów; szef gen. Paweł Sudopłatow. Pod koniec 1946 roku został formalnie rozwiązany i zastąpiony przez Oddział DR Dywersja i akty przemocy wobec poszczególnych osób.

Szefami byli
- W.P Rogow 1946 – 1949
- N.D Sałynskij 1949 – 1950
- vakat 1950 – 1951
- P.S Mieszanow 1951 – 1953
- 4 Zarząd (operacyjny – rewizje areszty, obserwacja zewnętrzna, ustalenia); szef P.G Drozdieckij. We wrześniu 1949 roku służby – obserwacji i ustaleń – zostały wyłączone z Piątego Zarządu i przekształcone w odrębny Siódmy Zarząd. Od grudnia 1949 roku dla Piątego Zarządu ustalono nowy zakres obowiązków, m.in.: zwalczanie wrogich i antysowieckich elementów, walkę z religią i wrogą propagandą – otrzymał funkcję dawnego Tajnego Zarządu Politycznego NKWD/Ludowego Komisariatu Bezpieczeństwa Państwowego (ros. NKGB). Po reorganizacji szefami Piątego Zarządu byli – gen. Aleksandr Wołkow 1948-1951, gen. Aleksiej Bryzow 1951 – 1952, potem vakat
- 6 Zarząd (szyfrów i dekryptażu) szef gen. Iwan Szewieliew 1946 – 1949. Pozostawał w ramach MBP do 19 listopada 1949 roku, później wydzielony i przekształcony w Główny Zarząd Służby Specjalnej przy KC WKB(b)/KPZR. Sprawy szyfrowe wróciły do resortu bezpieczeństwa w rozbudowanym po śmierci Stalina MSW Jako 8 Zarząd Ministerstwa Spraw Wewnętrznych (MSW ZSRR)
- 7 Zarząd (operacyjny – obserwacja zewnętrzna i ustalenia) utw. 10 września 1949 z wydzielonych pionów 5 Zarządu. Szef:
- płk Michaił Gołowkow 1949 – 1951
- płk Nikołaj Lapunow 1951 – 1953
- płk Wiktor Alidin I/III – 1953
- Zarząd Transportu (operacyjne zabezpieczenie zagadnień komunikacji) szef Sołomon Milsztejn.1946 – 1947. Po przejęciu w styczniu 1947 roku z Ministerstwa Spraw Wewnętrznych Milicji Transportowej został przekształcony w Zarząd Główny Ochrony Kolei i Transportu Wodnego. Szef po reorganizacji:
- gen. Aleksandr Wadis 1947 – 1951
- gen. Siergiej Goglidze I/IX – 1951
- gen. M. Makariew IX 1951 –?
- Zarząd Ochrony Nr 1 utw. 15 czerwca 1946 r., osobista ochrona Józefa Stalina. Szef gen. A Kuzniecow IV/XII 1946
- Zarząd Ochrony Nr 2 (ochrona pozostałych członków kierownictwa Partii i Rządu). Szef gen. Nikołaj Własik IV/XII 1946
- Zarząd Komendanta Moskiewskiego Kremla szef Nikołaj Spiridonow 14 III 1946 –?

25 XII 1946 roku trzy ostatnie Zarządy (czyli Ochrony nr 1 i nr 2 oraz ZKMK) połączono w jeden potężny Zarząd, o nazwie Zarząd Główny Ochrony szefem nowego zarządu został gen. Nikołaj Własik. 1946 – 1952. W maju 1952 roku Główny Zarząd Ochrony przemianowano na Zarząd Ochrony. Kierownictwo przejął bezpośrednio ówczesny minister BP Siemion Ignatiew, które sprawował aż do śmierci Stalina.
- Oddział „A” (ewidencja archiwum) szef gen Arkadij Giercowskij 1946 – 1953
- Oddział „B” (wykorzystanie techniki operacyjnej) w oddziale był również Wydział Radiokontrwywiadu, który jeszcze w 1946 r. zostanie wyodrębniony z oddziału „B” i uzyskał status Oddziału, dokładnie Oddziału „R”

szefami Oddziału „B” byli:
- płk Jewgienij Łapiszyn III/X 1946
- płk A. Koczetkow 1946 – 1949
- płk A. Połkownikow 1949 – III 1953
- Oddział Techniki Operacyjnej [OOT] utw. 20 sierpnia 1946 r. (przygotowanie sprzętu specjalnego i zaopatrywanie jednostek), szef F. Żelezow 1946 – III 1953
- Oddział „W (kontrola korespondencji – otwieranie listów, paczek głównie zza granicy) szef gen. Michaił Gribow 1946 – 1952 oraz P. Matwijewskij 1951 – III 1953
- Oddział „D” utworzony w maju 1946 roku z części Oddziału „W” (przygotowanie dokumentów dla potrzeb operacyjnych, badanie charakteru pisma, fałszowanie dokumentów) – oddział był odpowiedzialny wraz z odpowiednimi komórkami Ministerstwa Bezpieczeństwa Publicznego za sfałszowanie wyborów w powojennej Polsce; szefami oddziału byli płk Aron Pałkin 1946 – 1951 i K. Bułhakow 1952 – III 1953
- Oddział „K” (operacyjno-kontrwywiadowcza kontrola obiektów nuklearnych, jak np. ściśle tajnego obiektu Arzamas-16 mieszczącym się w ściśle tajnym mieście Sarow i innych tajnych miejsc.); szefami oddziału byli: płk I. Pisariew 15 III 1946 – 2 I 1952 oraz płk A. Iwanow: 2 I 1952 – 14 III 1953
- Oddział „O” (praca operacyjne wśród duchowieństwa wszystkich wyznań) Oddział został zlikwidowany w grudniu 1949 r, a jego problematykę przejął nowy 5 Zarząd; szefami oddziału byli: G. Karpow III 1946 – 21 VII 1947 i B. Dubrowin 21 VII 1947 – 6 XII 1949
- Oddział „R” (radiokontrwywiad) szef: W. Blinderman III 1946 – 15 I 1952 oraz L. Nikitin 15 I 1952 – 14 III 1953
- Oddział „S” (tłumaczenie i opracowywanie dokumentów dotyczących spraw nuklearnych) szef gen. Paweł Sudopłatow 1946 – 1947. Oddział na początku czerwca 1947 r. został włączony do struktur I Zarządy Głównego, czyli wywiadu zagranicznego.
- Oddział „S” [utw.11 stycznia 1950 r] (szyfry dekryptaż) Nowy oddział S zastąpił 6 Zarząd który został przekazany do KC WKB(b); szef M. Szarikow 11 I 1950 – 2 XI 1951 i W. Siemionow 2 XI 1951 – 14 III 1953
- Oddział „T” (ujawnienie osób mających zamiary terrorystyczne wobec kierownictwa partyjno-rządowego) szef: A. Iwanow do 1947 r, a Chwat 1948 – III 1953
- Oddział „DR” (dywersja akty przemocy wobec poszczególnych osób) szef gen. Paweł Sudopłatow 15 II.1947 – 9 IX 1950, jego zastępca płk Leonid Eitingon 1946 – 1950. Istniał do 28 września 1950 roku, wtedy został podzielony na dwie odrębne jednostki Biuro Nr 1 i 2
- Biuro Nr 1 (prowadzenie dywersji i terroru za granicą), od 6 stycznia 1951 roku Zarząd Nr 1, szef gen. Paweł Sudopłatow 28 IX 1950 – III 1953
- Biuro Nr 2 (prowadzenie terroru porwań i zabójstw na terenie ZSRR), szef gen. Wiktor Drozdow
- Oddział „DN” (dezinformacji) [nie utw.]
- Oddział Śledczy ds. Specjalnych szef A. Leonow III 1946 – 13 VII 1951, płk Michaił Riumin 20 X 1951 – 13 X 1951
- Oddział Łączności Rządowej [OPS] [do końca sierpnia 1947 roku w dyspozycji MSW ZSRR]. szef: I. Worobiow 26 VIII 1947 – 1950, płk Piotr Woronin 1950 – III 1953

- Główny Zarząd Wojsk Wewnętrznych (przejęty z MSW ZSRR, pod koniec stycznia 1947 r.) w maju 1951 roku został połączony z wojskami łączności rządowej i przekształcony w Zarząd Główny Ochrony Zewnętrznej
- Główny Zarząd Wojsk Ochrony Szczególnie ważnych Obiektów Przemysłowych i Kolei (przejęty z MSW ZSRR w czerwcu 1948 r.)
- Główny Zarząd Wojsk Ochrony Pogranicza (przejęty z MSW ZSRR 17 X 1949) szef N. Stachanow 17 X 1949 –?

## Spisek/Sprawa Lekarzy
Jednym z aspektów „spisku lekarzy” była wcześniejsza tzw. sprawa krymska, w której Żydowski Komitet Antyfaszystowski (JAFK), pod przywództwem działacza żydowskiego Salomona Michoelsa, zaproponował w lutym 1944 roku rządowi ZSRR powołanie na Krymie „Żydowskiej Republiki Autonomicznej” (na wzór nieudanego eksperymentu z „narodowym państwem żydowskim” przeprowadzonego w Birobidżanie w latach 30 XX w.). Reakcja Stalina była gwałtowna, uznał on propozycję JAFK za działanie na rzecz pogwałcenia integralności terytorialnej państwa radzieckiego i próbę oderwania Krymu od ZSRR, a następnie domniemanego związania się z USA i przekazania nowej republiki pod kontrolę tego państwa.
Plan prowokacji (zmierzający do wytoczenia antysyjonistycznego procesu pokazowego) zainspirował Józef Stalin, który za pomocą Ministerstwa Bezpieczeństwa Państwowego ZSRR zorganizował nagonkę na część środowisk radzieckich Żydów.
Pod koniec 1952 w ZSRR (w czasie rozpoczęcia procesu Slansky’ego w Czechosłowacji), podczas gdy „spisek lekarzy” nie był jeszcze nagłaśniany publicznie, oczekując na realizację przez MBP – Józef Stalin zlecił zaufanym służbom praktyczne wdrożenie prowokacji dotyczącej „spisku lekarzy”. Sprawa rozpoczęła się od donosu lekarki Lidii Timaszuk (osoby o statusie tajnego współpracownika MBP) z lecznicy na Kremlu, która poinformowała Stalina w grudniu 1952 o zamiarze jego uśmiercenia przez lekarzy-specjalistów z kremlowskiego szpitala, w większości będących pochodzenia żydowskiego. Zamiar uśmiercenia według donosu miał dotyczyć także grupy wysokich funkcjonariuszy partii komunistycznej, rządu ZSRR i wojska. Stojący na czele Ministerstwa Bezpieczeństwa Państwowego Siemion Ignatjew wraz z zastępcą Martemianem Riuminem otrzymali niezwłocznie rozkaz dostarczenia „dowodów” na te oskarżenia. Stalin zakomunikował im, iż „jeśli nie uda wam się zdobyć przyznania się do winy lekarzy, skrócimy was o głowę” (według relacji przedstawionej przez Chruszczowa na XX zjeździe partii komunistycznej w 1956). Szybko aresztowano „lekarzy szkodników”, byli to kolejno: J. Etinger, A. Feldman, Aleksandr Grinsztejn, P. Jegorow, G. Majorow, B. Kogan, W. Winogradow oraz M. Wowsi.
Wkrótce rozpoczęto śledztwo, którym Józef Stalin kierował osobiście, na bieżąco instruując oficerów śledczych MBP co do metod przesłuchań i postępowania z aresztowanymi i formułowania zarzutów przeciwko nim. W efekcie zarzuty postawiono 5 wybitnym lekarzom i profesorom, byli to: Etinger, Feldman, Grinstein, Kogan i Wowsi. Zarzucono im udział w nacjonalistycznej organizacji syjonistycznej „Joint” (którego szefem miał być nieżyjący od sierpnia szef JAFK, Solomon Michoels – rodzony brat M. Wowsiego), która miała być założona przez amerykańską Centralną Agencję Wywiadowczą. Kolejne zarzuty otrzymali Jegorow, Kogan, Majorow i osobisty lekarz Stalina (przez ponad 20 lat), Winogradow – zarzuty dotyczyły długoletniej współpracy z wywiadem brytyjskim oraz domniemanego otrucia Andrieja Żdanowa i Aleksandra Szczerbakowa (byłego szefa Centralnego Zarządu Politycznego Armii Czerwonej). Dodatkowe zarzuty dotyczyły domniemanej próby zabójstwa kilku admirałów i marszałków ZSRR, w tym Iwana Koniewa i Aleksandra Wasilewskiego. Podczas aresztowania lekarzy poddawano torturom, w wyniku czego przyznali się do zarzucanych im czynów. Dwaj lekarze, Kogan i Etinger, zmarli w czasie śledztwa na skutek obrażeń.

## Działalność Oddziału „D” MGB podczas wyborów w Polsce
Kiedy w 1946 roku powojennej Polsce przygotowano się do wyborów do Sejmu Ustawodawczego, które miały się odbyć w 1947 roku, polskie organy bezpieczeństwa zaczęły przygotowywać grunt do całkowitej kontroli nad tymi wyborami i ich sfałszowania, np. nasycając odpowiednie ośrodki administracji wyborczej agenturą. Także w teren wyszedł rozkaz ministra bezpieczeństwa publicznego gen. Stanisława Radkiewicza, aby w najbardziej zagrożonych powiatach zmobilizować rezerwę Korpusu Bezpieczeństwa Wewnętrznego, czyli wojsk Wewnętrznych MBP.
Wiceminister b.p. gen. Roman Romkowski kierował specjalną operacją propagandowego przygotowania do wyborów. Po zlikwidowaniu Komendy WIN-u przejęto także kasę funduszową tej organizacji, dewizy zostały wymienione na czarnym rynku przez grupę Romkowskiego. Za te pieniądze np. wydrukowano aż 97 milionów egz. materiałów propagandowych. Bolesław Bierut i Jakub Berman 4 grudnia 1946 roku poprosili ówczesnego głównego doradcę przy MBP S. Dawydowa o pomoc w sfałszowaniu wyborów. Do Polski przybyła 15-osobowa grupa fałszerzy z Oddziału „D” Ministerstwa Bezpieczeństwa Państwowego ZSRR, którą kierował szef oddziału płk Aron Pałkin. Fałszerstwo polegało na spreparowaniu 5994 nowych protokołów z obliczonymi głosami i podrobieniu 40 tys. podpisów członków obwodowych komisji wyborczych. Obieg dokumentów z referendum polegał na przekazaniu przez urzędy bezpieczeństwa dokumentacji z lokali wyborczych do ministra Radkiewicza, z kolei ten przekazywał je Dawydowowi, ten Pałkinowi, który rozdzielał listy pomiędzy sprowadzonych z Moskwy specjalistów od fałszerstw.

## Likwidacja MGB
W 24 godziny po śmierci Stalina Ministerstwo Spraw Wewnętrznych i Ministerstwo Bezpieczeństwa Państwowego znalazły się pod całkowitą kontrolą Ławrientija Berii. W marcu 1953 Ministerstwo Bezpieczeństwa Państwowego włączono do struktur MSW, którego ministrem został Beria. W ten sposób podporządkował sobie cały aparat bezpieczeństwa.
W niecały miesiąc później Beria został aresztowany, a następnie rozstrzelany w grudniu 1953.

## MGB w kulturze popularnej
- powieść Child 44 (2008) Toma Roba Smitha opowiada o agencie MBP Lwie Stiepanowiczu Demidowie. W Polsce utwór funkcjonuje pod dwoma tytułami:
  - Ofiara 44, tł. Łukasz Praski, Prószyński i S-ka, Warszawa 2008, ISBN 978-83-7469-736-1.
  - System, tł. Łukasz Praski, Wydawnictwo Albatros, Warszawa 2015, ISBN 978-83-7885-995-6.
- film System (2015)[3] Daniela Espinosy – na podstawie książki Smitha.